# Прапор Глобинського району
Пра́пор Гло́бинського райо́ну — офіційний символ Глобинського району Полтавської області, затверджений 24 вересня 2002 року рішенням сесії Глобинської районної ради.

## Опис
Прапор являє собою прямокутне сине полотнище зі співвідношенням сторін 2:3, на древковій стороні зображено жовтий лапчастий хрест, справа від якого розміщено три жовті шестипроменеві зірки.

## Символіка
За основу взято прапор області, оскільки район є її складовою частиною. Він забарвлений у синій колір, що символізує свободу, стійкість й віру. З лівого боку полотнища також зображено елемент прапору області — золотий козацький хрест. Цей колір символізує добробут, сонце, є кольором достиглого зерна. Козацькі поселення на території сучасного району входили до складу Кременчуцького та Миргородського полків.
Поряд з хрестом, по кутах трикутника, розташовані три шестикутні зірки, зображення яких зустрічаються у храмах Київської Русі поруч із хрестом. Їх кількість символізує колишні Градизький, Глобинський та Велико-Кринківський райони. Розміщення уявного трикутника вершиною в бік означає прагнення жителів району до процвітання та вдосконалення, оскільки трикутник є знаком обраності, стабільності та єдності.